# Skämningsfors
Skämningsfors este o arie protejată (arie specială de conservare — SAC, sit de importanță comunitară — SCI) din Suedia întinsă pe o suprafață de 18,5 ha, integral pe uscat.

## Localizare
Centrul sitului Skämningsfors este situat la coordonatele 58°06′46″N 14°09′27″E / 58.1128°N 14.1574°E.

## Înființare
Situl Skämningsfors a fost declarat sit de importanță comunitară în ianuarie 1997 pentru a proteja un număr necunoscut de specii din flora spontană și fauna sălbatică aflate în arealul zonei. Situl a fost protejat și ca arie specială de conservare în martie 2011.

## Biodiversitate
Situată în ecoregiunea boreală, aria protejată conține 2 habitate naturale: Mlaștini împădurite, Taiga vestică.
La baza desemnării sitului se află un număr nedeclarat de specii protejate.